# الکترورتینوگرافی

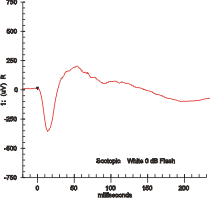
حداکثر پاسخ طول موج ERG از یک چشم سازگار با تاریکی

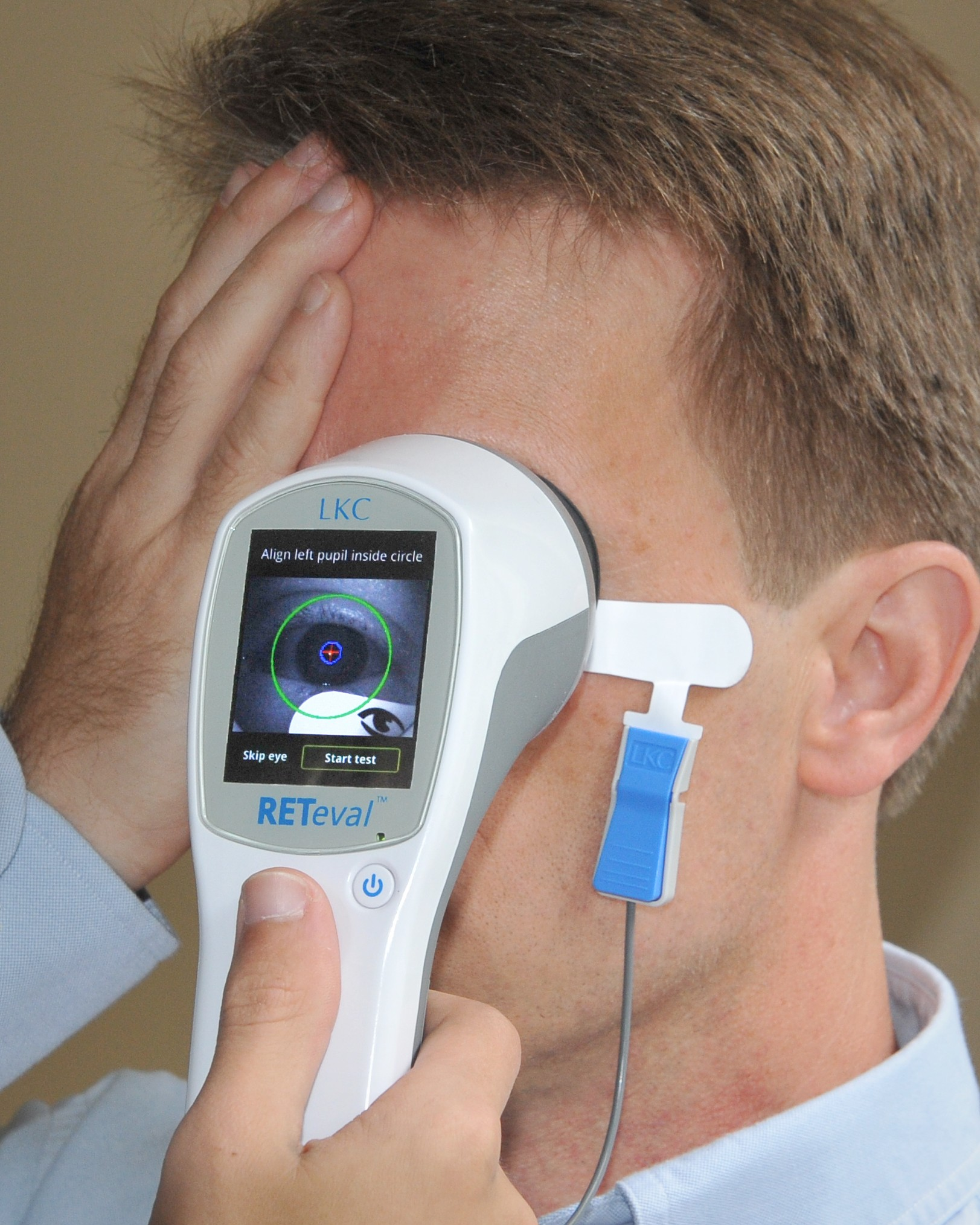
یک آزمایش الکترورتینوگرافی که در سال 2014 انجام شده است

الکترورتینوگرافی پاسخ الکتریکی سلول‌های مختلف شبکیه شامل فتوگرامترها (میله ای‌ها و مخروطی ها)، سلول‌های داخلی شبکیه (سلول‌های دوقطبی و آماکریین) و سلول غدد لنفاوی را اندازه‌گیری می‌کند. معمولاً الکترودها (نقره  DTL/رشته فیبر نایلون) بر روی سطح قرنیه برای ERG-های پهنه کامل/سراسری/چند ضلعی و الکترودهای برنجی/ مسی بر روی سطح پوست نزدیک چشم به منظور تست الگوی  EOG قرار داده می‌شوند. طی فرآیند ثبت، چشم بیمار در معرض محرک‌های استاندارد شده قرار میگیرد و سیگنال حاصلۀ نمایش داده شده، دوره دامنه سیگنال را بر حسب ولتاژ نمایش میدهد. سیگنال‌ها بسیار کوچک اند و معمولاً با واحدهای میکرو ولتاژ و نانو ولتاژ اندازه‌گیری می‌شوند. ERG متشکل از پتانسیل‌های الکتریکی است که با انواع سلول‌های متفاوت درون شبکیه چشم همکاری می‌کنند و شرایط محرک (فلاش یا محرک الگو، خواه یک زمینه روشن موجود باشد، رنگ‌های محرک و زمینه) می‌توانند پاسخ قویتری را از اجزاء مشخص فراخوانی کنند.  
اگر  ERG با فلاش کم نور بر روی چشم سازگار با تاریکی اجرا شود، واکنش، در درجه اول، از طرف سیستم میله ای خواهد بود. ERG-های فلاش که بر روی چشم سازگار با روشنایی اعمال می‌شوند فعالیت سیستم مخروطی را آشکار خواهند کرد. فلاش‌های روشن به اندازه کافی ERG-هایی که شامل یک موج a(انحراف منفی اولیه) به همراه یک موج b(انحراف مثبت) است را استخراج میکنند.لبه انتهای موج  a توسط فتوگرامترها و مابقی موج توسط ترکیب سلول‌هایی شامل فتوگرامترها، دوقطبی، آماکریین و سلول‌های مولر یا مولر گلیا ایجاد می‌شود. الگو PERG) ERG)، که توسط محرک‌های چکربورد (checkerboard) متناوب بیرون کشیده شده در درجه اول، فعالیت سلول‌های گانگلیون شبکیه را منعکس می‌کند. عموماً بالینی استفاده شده توسط چشم پزشکان و متخصصان، اپتومتری الکتروترینوگرام (ERG) برای تشخیص انواع بیماری‌های شبکیه چشم است.  
دژنراتیو زودهنگام شبکیه چشم که  ERG می‌تواند در آن مفید باشد شامل موارد زیر است :
- Retinitis pigmentosa و سایر دژنراسیون موروثی مرتبط
- Retinitis punctata albescens
- Leber's congenital amaurosis
- Choroideremia
- Gyrate atrophy of the retina and choroid
- Goldman-Favre syndrome
- Congenital stationary night blindness -موج  aمعمولی فتوگرامترهای معمولی را نشان میدهد؛ موج  b غایب بی نظمی منطقه سلول دوقطبی را نشان میدهد
- X-linked juvenile retinoschisis
- Achromatopsia
- Cone dystrophy
- Disorders mimicking retinitis pigmentosa
- Usher Syndrome

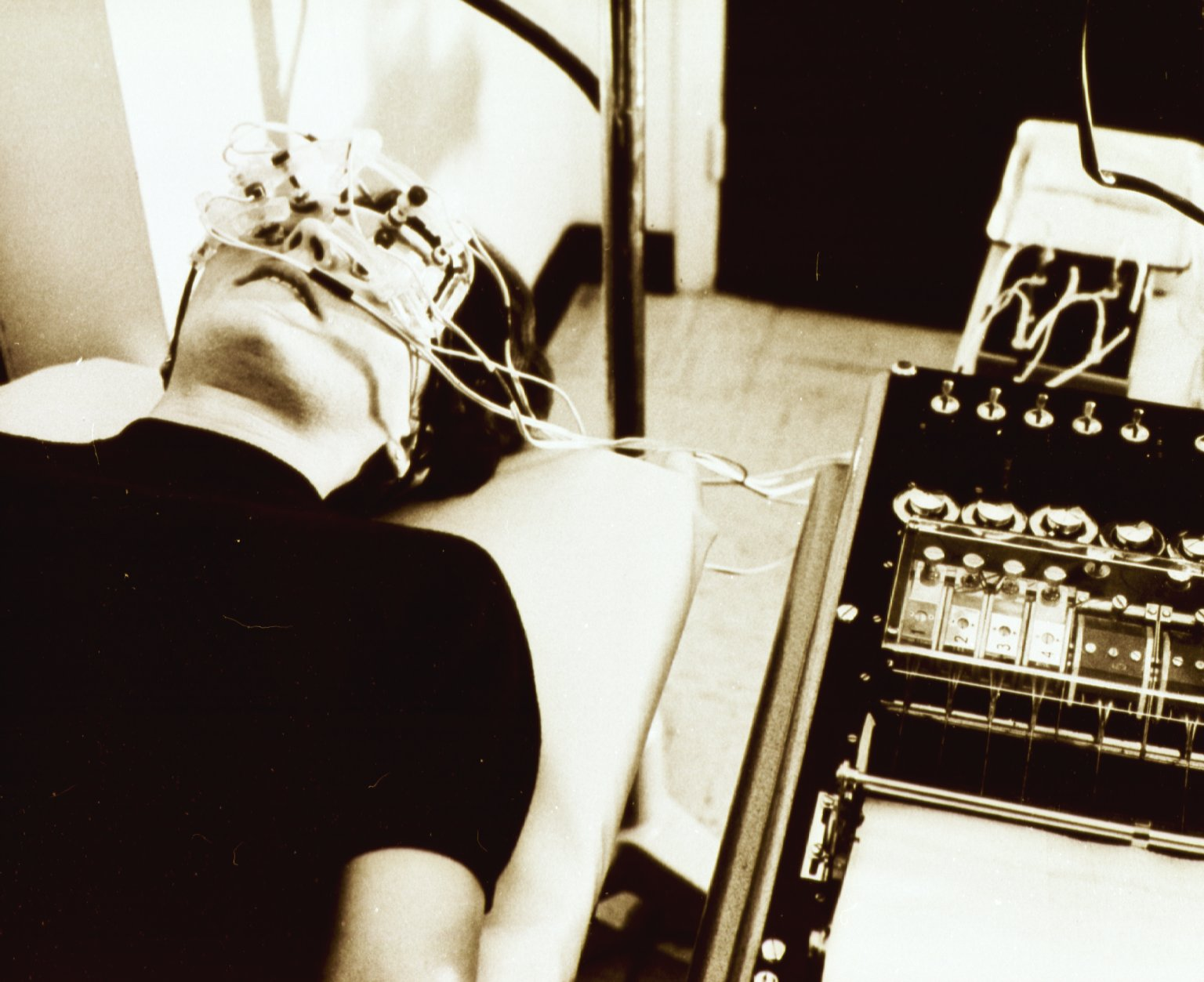
یک عکس تاریخی از بیمار در حال انجام الکترورتینوگرام

سایر اختلالاتی که  ERG استاندارد اطلاعات مفیدی را در اختیارمان قرار میدهد شامل موارد زیر است:
- [۳] Diabetic retinopathy
- سایر رتینوپاتی‌های ایسکمیک شامل انسداد رگ مرکزی شبکیه چشم (CRVO)، انسداد انشعاب رگ (BVO) و رتینوپاتی سلول داسی شکل
- رتینوپاتی‌های سمی شامل مواردی که توسط  Plaquenil و  Vigabatrin ایجاد شده‌اند. همچنین ERG برای نظارت سمی بودن شبکیه چشم در بسیاری از آزمایشات دارویی استفاده می‌شود.
- رتینوپاتی‌های Autoimmune مانند Melanoma Associated ،(CAR) Cancer Associated Retinopathy
- Retinal detachment
- ارزیابی عملکرد شبکیه چشم پس از آسیب، بخصوص خونریزی شیشه ای، آب مروارید متراکم و سایر شرایطی که نمیتوان عمقش را تجسم کرد.

همچنین  ERG بطور گسترده ای برای تحقیقات چشم استفاده می‌شود، به این دلیل که اطلاعاتی در مورد عملکرد شبکیه چشم که به طریق دیگری در دسترس نیست فراهم می‌کند.
سایر تست‌های ERG مانند PhNR) photopic negative response) و PERG) pattern ERG) ممکن است برای ارزیابی عملکرد سلول گانگلیون شبکیه چشم در بیماری‌هایی مانند گلوکوم مفید باشد.
G چند ضلعی برای ثبت واکنش‌های مجزای نواحی مختلف شبکیه چشم بکار میرود.انجمن بین‌المللی مرتبت با استفاده بالینی و استاندارد سازی  EOG ،ERG و  VEP یک جامعه بین الملی برای الکتروفیزیولوژی بالینی
بینایی است.

## سایر موارد استفاده
علاوه بر هدف استفاده در تشخیص بالینی،  ERG را می‌توان حین دوره توسعه دارو و دنباله بالینی برای امنیت تست بصری و تأثیر داروهای موجود یا جدید و کیفیت درمان بکار برد.
در یک مطالعه در سال  2013  توسط  Nasser و همکاران مشخص شد که واکنش دوپامینرژیک شبکیه به خوردن کلوچه معادل اندازه واکنش به  20میلیگرم دوز متیل فنیدیت است که دلالت بر این دارد که فعالیت نورون‌های دوپامین در شبکیه، نشان دهنده فعالیت دوپامینرژیک مغز است. مطالعه نتیجه میگیرد که، اگر توسط تحقیق دیگری تأیید شود،  ERG می‌تواند ویژگی انتقال دهنده عصبی PET را با هزینه کمتری فراهم کند. 